# Clarinda, Iowa
Clarinda là một thành phố thuộc quận Page, tiểu bang Iowa, Hoa Kỳ. Năm 2010, dân số của thành phố này là 5572 người.

## Dân số
Dân số qua các năm:
- Năm 2000: 5690 người.
- Năm 2010: 5572 người.